# Кальсоны
Кальсо́ны  (фр. caleçon «кальсоны» от итал. calzoni «штаны», также в разговорной речи подшта́нники) — мужское нательное бельё, поясная одежда, покрывающая нижнюю часть туловища и ноги до ступней, каждую в отдельности. Носятся под брюками для создания благоприятных условий, сохранения тепла, защиты тела от ветра и холода, предохранения верхней одежды от выделений организма. Традиционно мужской вид одежды, но в современности существуют и женские модели.

## История
Во времена Средневековья в Италии термином саlzoni обозначались разъёмные чулки-штаны, иногда выполненные из двух контрастных по цвету тканей. В XVI веке так назывались все виды штанов, имевших длину до колен.
В XVI веке в Италии женщины для поездки верхом надевали кальсоны из вышитой ткани под платье. Екатерина Медичи ввела эту моду во Франции. На протяжении XVII—XVIII веков кальсоны оставались принадлежностью гардероба пожилых женщин, молодые женщины надевали их только для поездки верхом.
В Европе мужское нижнее бельё в конце XVIII века получило значительное изменение — появилось облегающее трико-подштанники. Материалом, используемым для него, была кожа. Носили его для того, чтобы создать эффект обтянутости ног кюлотами.
В 1770-х годах, после многовекового забвения, произошло возрождение личной гигиены. Чистота тела вошла в моду. Возникла потребность менять бельё гораздо чаще, но позволить это себе могли только богатые люди, поскольку нижнее бельё продолжало оставаться довольно дорогим. Будучи нижним бельём, подштанники не отличались экстравагантными фасонами, но были очень удобны. Подштанники шили из хлопка, льна, ситца или шёлка. В 1880-х годах Густав Йегер ввёл в обиход бельё из шерсти (так называемое егерское бельё), считая его особенно полезным для здоровья, несмотря на то, что воло́кна шерсти раздражают кожу.
Со времени установления моды на кринолины (1860-е годы) в дамский обиход прочно вошли кальсоны. Упразднение нижней юбки позднее привело к укорачиванию женских кальсон и применению для их шитья более тонких тканей.
Первоначально в России нижние мужские штаны называли подштанниками. Слово «подштанники» во второй половине XIX века было вытеснено из русского языка французским словом «кальсоны».
Кальсоны были двух видов: короткие для ношения под кюлоты и длинные — для ношения под панталоны и брюки. В музее Виктории и Альберта хранятся чулки, больше всего напоминающие шоссы, но датируемые 1795 годом. Они пришиты к высокому поясу (7,6 см) и изготовлены из эластичного материала stockinette (трикотажа). Сзади шаговый шов зашит на 10 см. Изнутри сзади для посадки имелись две затяжки. В той же коллекции хранятся короткие фланелевые подштанники, принадлежавшие Томасу Куттсу. Высота пояса 7,6 см с застёжкой на три пуговицы по переду. Сзади — затяжки, кулиски на штанинах внизу с продёрнутыми лентами.
В начале XX века выпускались подштанники двух фасонов — чуть ниже колен (полукальсоны) или до щиколоток, употребляемые в зависимости от погоды и верхних штанов. В 1930-е годы стали выпускаться (вначале для занятий спортом) всё более и более короткие нижние штаны — трусы; одновременно сокращался выпуск полукальсон, носимых в тёплую погоду, а кальсоны до щиколоток сохранились как бельё для прохладной или холодной погоды.
Для подгонки по фигуре кальсоны завязывали или застёгивали на пуговицы с хлястиком, вшитыми на пояснице; спереди они застёгивались на пуговицы, лучше если на перламутровые. На нижнем краю штанин для подгонки по фигуре могли как завязывать, так и застёгивать на пуговицы манжет. В конце XIX века появились кальсоны с резинками на нижнем крае штанин. Пояс кальсон XIX-XX веков был широким и застёгивался на две-три пуговицы. В СССР 1930-1940-х годов мужские кальсоны изготовлялись из отбелённой бязи, тик-ластика и гринсбона. Гульфик на кальсонах появился только после Первой мировой войны. В настоящее время кальсоны чаще выпускают с эластичным поясом без пуговиц.
В настоящее время кальсоны (обычно до щиколотки) выпускают лёгкими (из хлопка или шёлка) и утеплёнными (с подчёсом, из шерсти); наряду с кальсонами светлых «бельевых» тонов (белыми, кремовыми, голубыми) выпускаются тёмные кальсоны: серые, чёрные, тёмно-синие. По-прежнему кальсоны популярны среди рыбаков, охотников, полярников, геологов (особенно так называемое «термальное» двухслойное бельё), являются штатной одеждой в Вооружённых силах России. Зимой в армии носятся тёплые кальсоны поверх летних. Во время Великой Отечественной войны кальсоны выдавались и женщинам, что позволяло немцам выявлять партизанок. В последнее время нарастает выпуск мужских колготок, конкурирующих с кальсонами.